# 魚豢
魚 豢（ぎょ かん、生没年不詳）は、中国三国時代の魏の官僚・歴史家。雍州京兆郡（現在の陝西省西安市）の人。

## 生涯
魏に仕え、郎中となり、私撰として『魏略』三十八巻・『典略』五十巻を著した。これらの書は唐の後期に戦乱によってほとんどが散逸してしまったが、清の時代に王仁俊が逸文を集めて輯本を編した。これはなはだ疎漏であったため、さらに中華民国の張鵬一が1922年に再編し、原著の二十分の一ほどが現存している。『魏略』は倭国について述べた歴史書で最も古いものであったと言う。

## 評価
唐の劉知幾は、「巨細ことごとく載せ、蕪累甚だ多し」と、内容繁雑であるとして批判している。
南宋の高似孫は『魏略』を特に筆力があり、また同時代の記述は優れていると評している。
清の銭大昕は諸伝の目標とするところが、他の史書とちがっていると賞賛している。